# فنستير (إقليم فرنسي)

موقع اقليم فنستير

فِنِستِير (بالفرنسية:Finistère) هو إقليم فرنسي، يقع في غرب فرنسا، في أقصى غرب منطقة بريتاني، تبلغ مساحة إقليم فنستير حوالي 6,733 كلم مربع، ويعيش فيها قرابة 886,500 نسمة، وتبلغ الكثافة السكانية في الإقليم 131.7 نسمة لكل كيلومتر مربع.

## تاريخ فنستير
اسم فنستير مستمد من Terræ Finis اللاتينية وهو يعني نهاية الأرض، ويمكن مقارنة مع نهاية الأرض على الجانب الآخر من القنال الإنجليزي.

## جغرافية فنستير
يقع إقليم فنستير في منطقة الجنوب الغربي من فرنسا، ويعد وسط إقليم فنستير أكبر المناطق كثافة سكانية وبالتحديد تقع هذه الكثافة في مدينة بريست، أما بقيت المدن الكبيرة الأخرى في الإقليم فهي : كيمبر (العاصمة)، مورليه، كارهيكس، دورانينز. وكما يشمل الإقليم أيضا جزيرة اوشانت.
ويعد مدخل الإقليم من القنال الإنجليزي من أكثر المناطق وعورة، وبالتحديد عند المضيق البحري على الساحل الشمالي، وهي سمة بارزة للإقليم.
وتعد الجهة الجنوبية الغربية من فرنسا منفذا قاريا للجمهوية، والتي تعرف باسم بوينت دي كورسين (بالفرنسية: the Pointe de Corsen)، تمتد هذه المنطقة من الطرف الشمالي الغربي من إقليم فنستير، مرورا بلورزيل كومن وحتى بريتاني، ويسمى رأس بوينت دي كورسن باسم بوينت دو راز (بالفرنسية: Pointe du Raz).

## اقتصاد فنستير
من أهم الصناعات القائمة في إقليم فنستير الزراعة والتصنيع الغذائي والصناعات المرتبطة بهما، حيث تحتل مكانة هامة في الاقتصاد الإقليم.
الوجود العسكري في فنستير يكاد يكون سمة بارزة في الإقليم حيث يتواجد فيه : قاعدة الغواصات النووية، وقاعة جوية بحرية. وكما أن الإقليم يملك ميناء بحري يسمى روسكوف، تكمن أهميته في ربطه بين بريتاني من الجانب الفرنسي مع كل من أيرلندا وبريطانيا.

## ثقافة فنستير
فنستير من المناطق التي تعيش فيها معظم البريتينيون (نسبة إلى لغتهم بريتون) حيث أن اللغة الدارجة في الإقليم هي لغة بريتون. وتسمى المدارس الناطقة بالغة البريتونية Dihun، Divyezh. ويقام احتفال سنوي في عاصمة إقليم فنستير كيمبر باسم احتفال دي كروايل (بالفرنسية: The Festival de Cornouaille) وهو احتفال للموسيق والتقاليد البريتونية.
أما مهرجان دس فيليس شاروس (بالفرنسية: Festival des Vieilles Charrues) فيعد أحد من أهم مهرجانات الصيف في فنستير والذي يقام في منطقة كارهيكس-بلوغر، وتكمن أهميته في جذب عشرات الآلاف من المتفرجين سنويا خصيصا لهذا المهرجان.
1. ↑  Populations légales 2022 (بالفرنسية), Institut national de la statistique et des études économiques, 19 décembre 2024, QID:Q131560738 {{استشهاد}}: تحقق من التاريخ في: |publication-date= (help)
2. ↑  GeoNames (بالإنجليزية), 2005, QID:Q830106